# Генефосс
Генефосс — місто та адміністративний центр муніципалітету Рінгеріке у фюльке Бускеруд, Вікен, Норвегія. Генефосс є промисловим центром внутрішньої частини Естланна, де розташовано кілька заводів та інших підприємств. Станом на 1 січня 2022 року в Генефоссі проживало 16 547 мешканців. З 1852 по 1964 рік місто було окремим муніципалітетом.
Генефосс отримав статус міста та був відокремлений від Нурдергова в окремий муніципалітет у 1852 році. Місто виросло навколо водоспаду Генефоссен, від якого і отримало свою назву. У 1964 році Генефосс перестав бути окремим муніципалітетом і став частиною Рінгеріке, де отримав статус адміністративного центру. Генефосс є природним торгівельним центром для населення Рінгеріке, Голе та Євнакера. Це внутрішнє місто та важливий вузол у східній частині Норвегії.

## Етимологія
Місто носить назву Хьонефос, через водоспад на річці Бегна. Перший елемент — назва старої ферми «Хьонен» ( Старонорвезькою  * * *  ), останній елемент — «foss», що означає «водоспад». Назва ферми є складовою слова  * hœn-  (з невідомим значенням) і  vin  f 'луг'.

## Спорт
- Генефосс (футбольний клуб) був заснований у місті ще з 1895 року a входить в систему європейських клубів з 2016 року граєв другому дивізіоні Норвегії.[3]

- Рінгеріке Пантерс хокейний клуб який розташований в Хьонефосі, вони грають в другому дивізіоні Норвезької хокейної ліги.[4]

## Транспорт
Європейський шлях E16 йде біля Зьонефосц на шляху з Осло до Бергена. Хьонефос з'єднано з норвезькою національною дорогою 35 (Rv 35), яка проходить в межах міста. Норвезька національна дорога 7 з [[Granvin (село)] Granvin] в Гордаланн закінчується в Хьонефос.
Станція Хьонефос розташована на перетині між Бергенська лінія(залізниця) ( Bergensbanen ), Randsfjord Line і Лінія Roa-Hønefoss. Залізнична станція була відкрита в 1868 році, коли Randsfjord Line було розширина від Тириста до Randsfjord. Поточна будівля станції була уведена в експлуатацію в 1909 р. У зв'язку з відкриттям лінії Берген між Осло та Гейло.

## Культурні пам'ятки

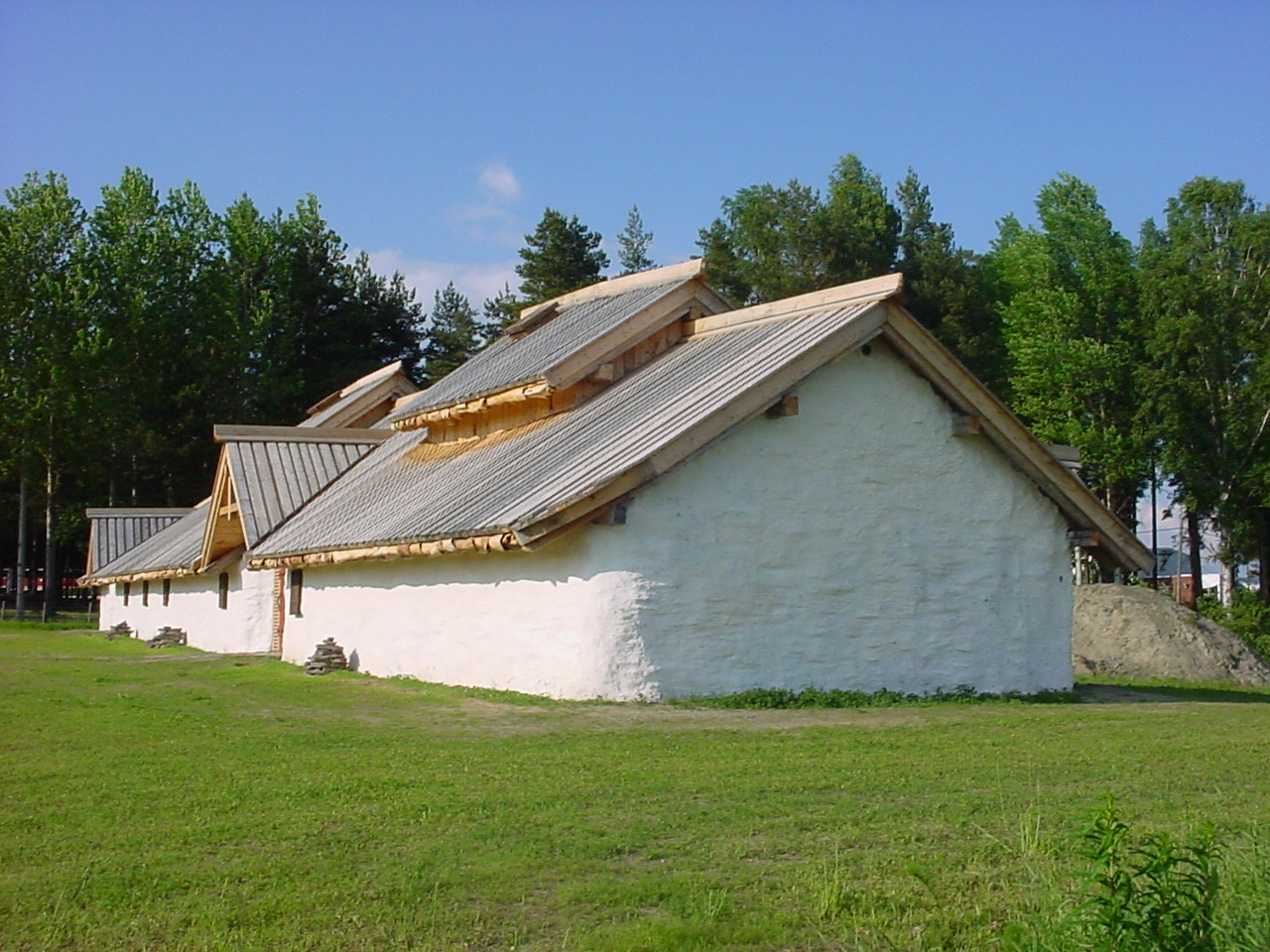
Гільдія кування заліза в Парку культурної спадщини в місті Хьонефос

Однією з найвідоміших пам'яток країни є музей в Рінгеріке ( Музей рингериків ) знаходиться неподалік від колишньої Norderhov ректорії. Музей відомий своєю колекцією руних каменів та колекцією приватних речей Йорґена Му. Джорген Мо був норвезьким автором, який є найвідомішим з «Норвезькі Казки», колекції норвезьких народних казок, яку він редагував у співпраці з Петером Крістіаном Асбйорсеном

Парк культурної спадщини Veien ( Veien Kulturminnepark ) знаходиться в місті Хьонефос. Парк містить понад 100 могильних курганів від раньої залізної доби, також функціонує і музей. Він пов'язаний з музеєм Бускеруд ( Buskerudmuseet )
Ферма Рідера ( Riddergården ) розташована на північній стороні міста Хьонефос. Це сімейне господарство, яке сягає 1730 року. Фермер Ріддер (1756—1798) був відомим фермером, який успадкував своє господарство від батька. Муніципалітет Рингерике управляє майном з 1964 року в асоціації з Музеєм Ринґрейкека.

## Галерея

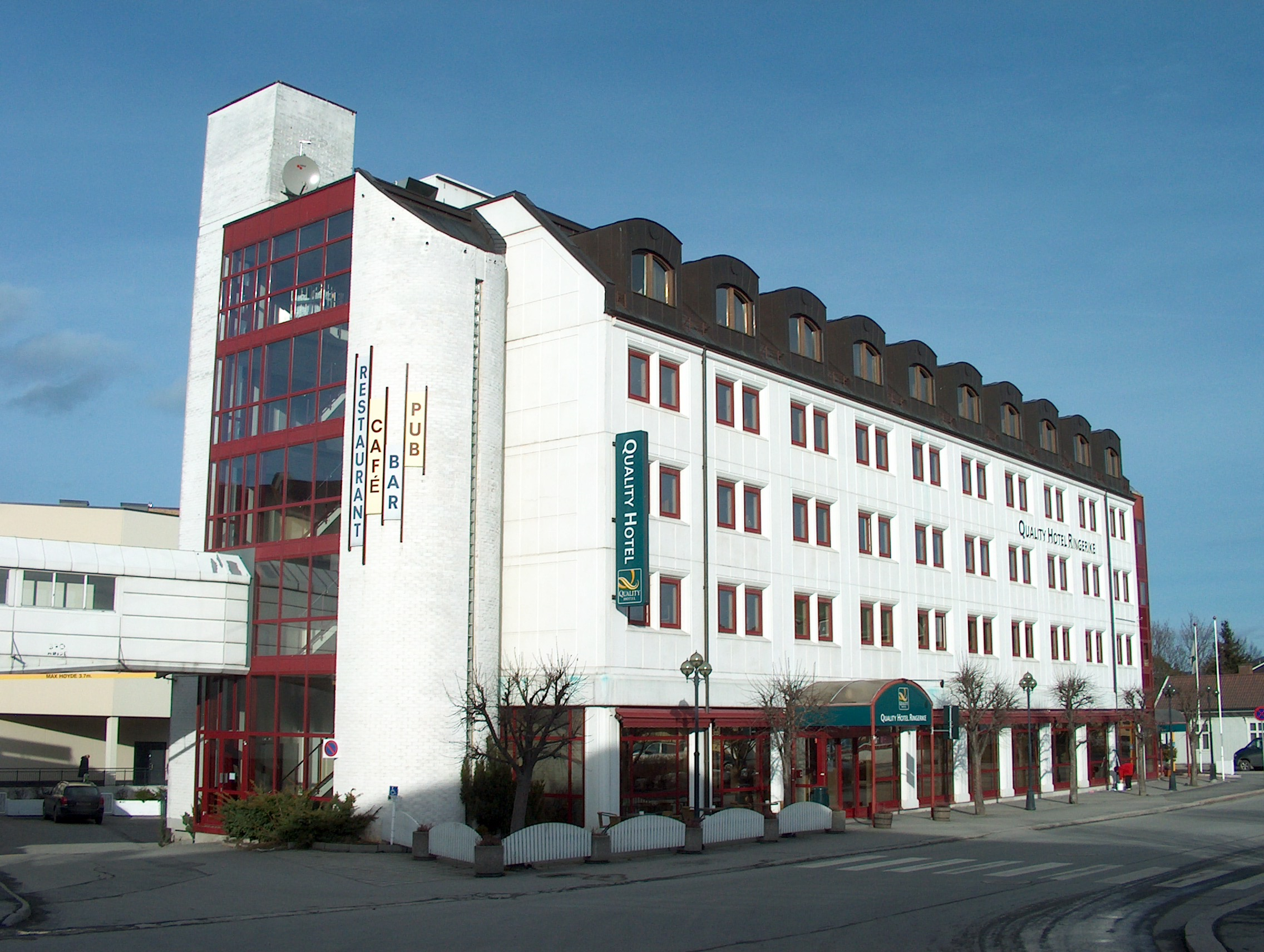
Готель Ringerike
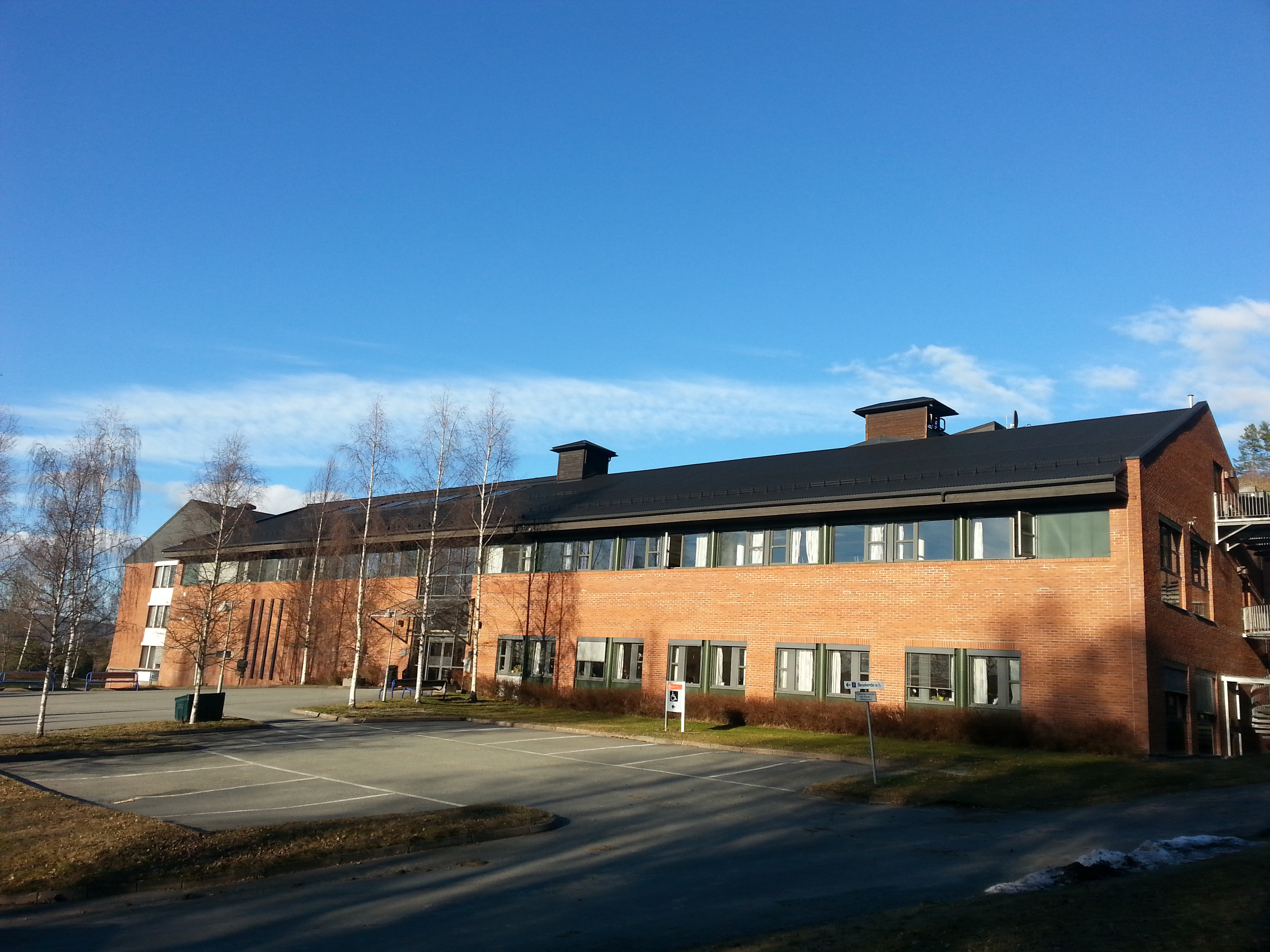
Університетський коледж в Бускеруді та Вестфолді
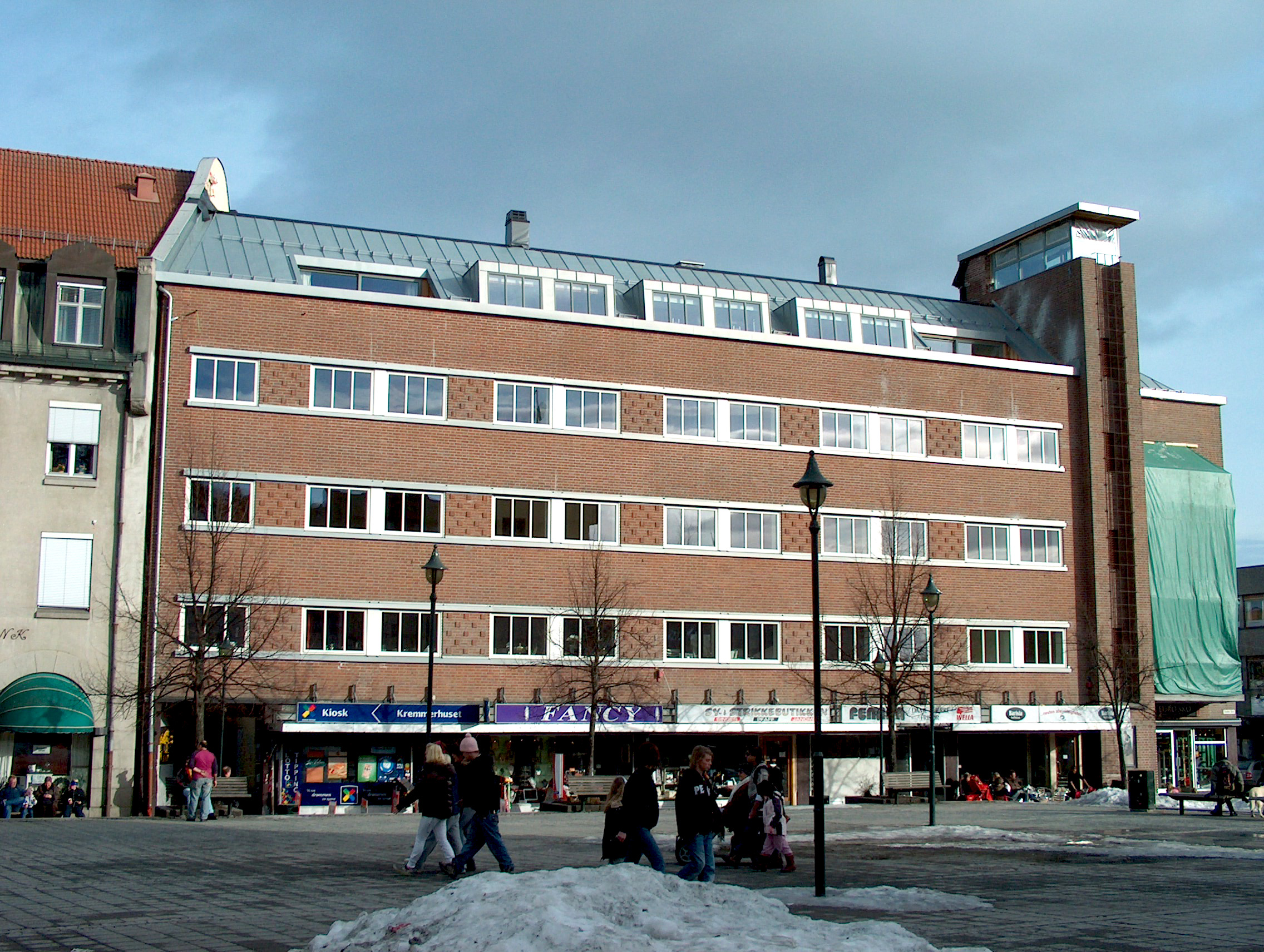
Хьонефоська пивоварня
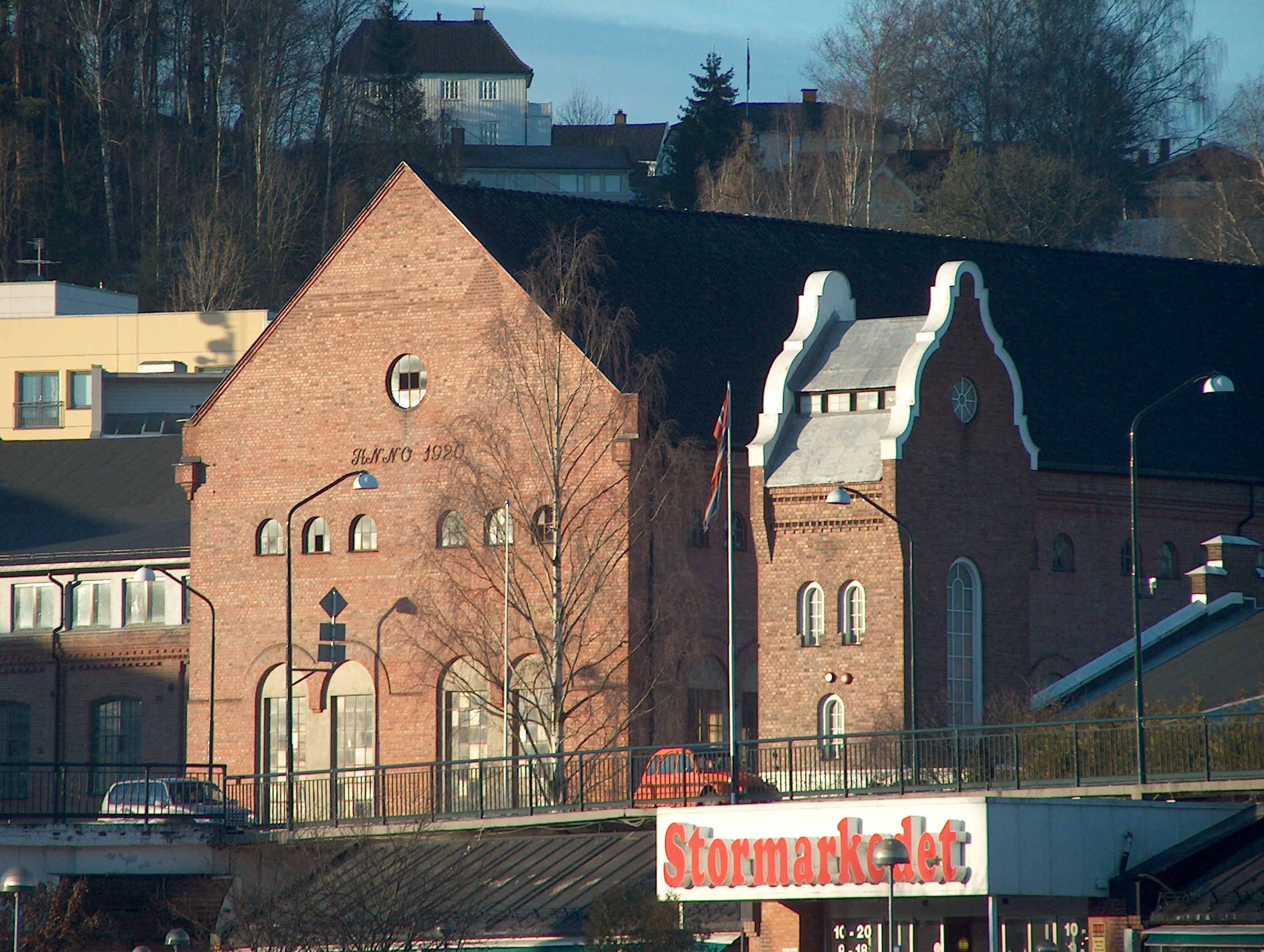
Hønefoss Power Station
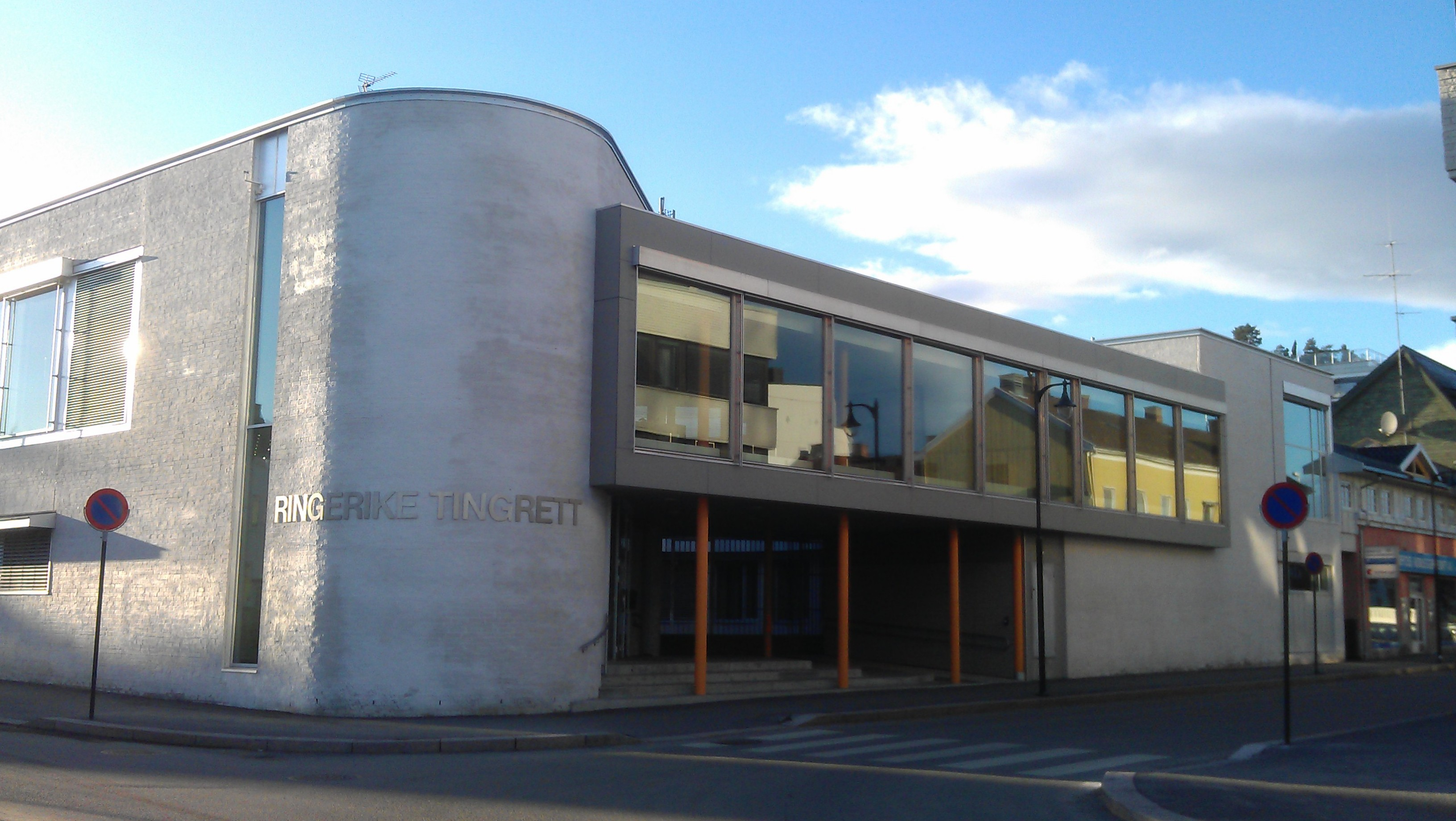
Ringerike District Court
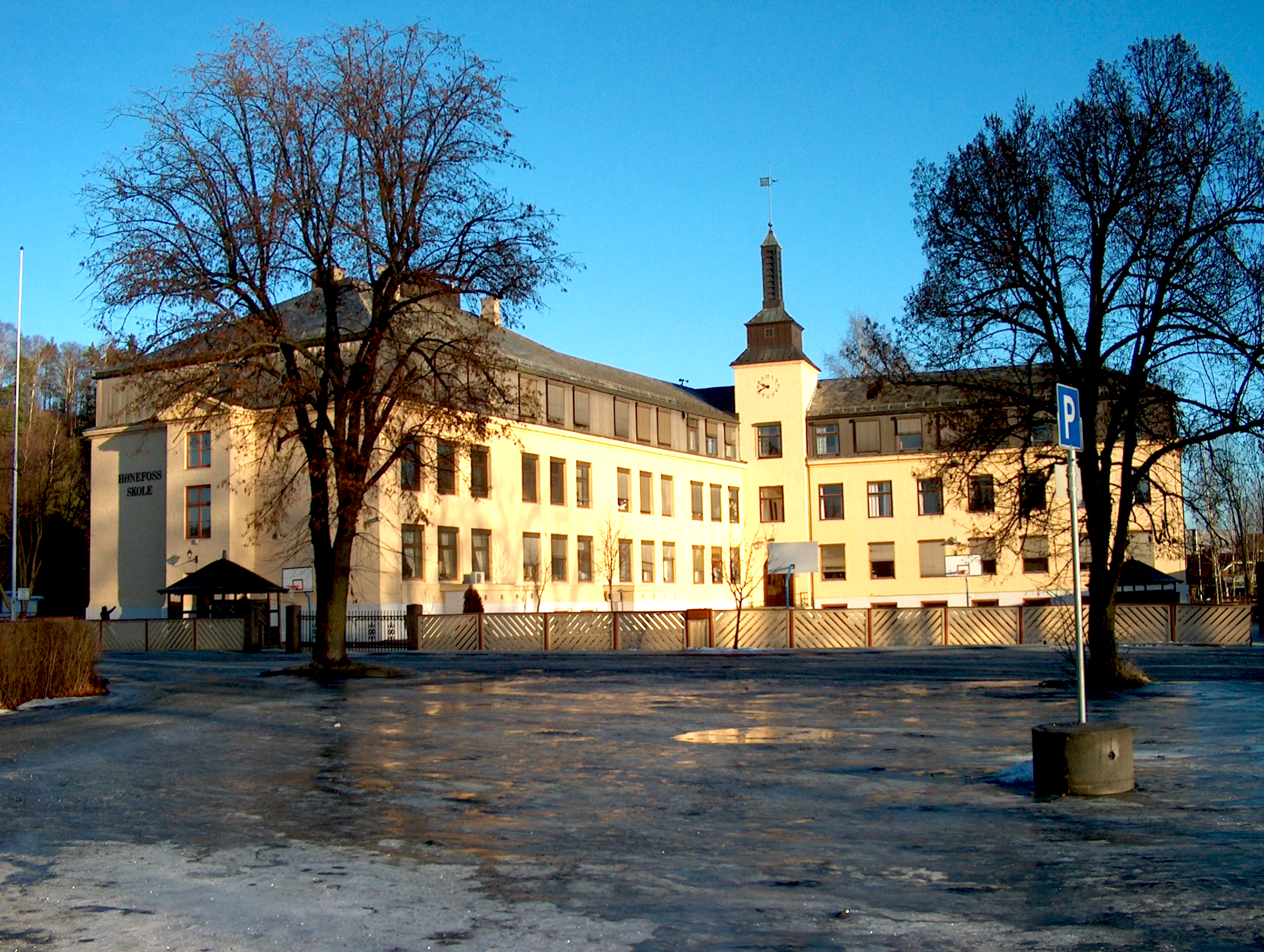
Хьонефоська школа
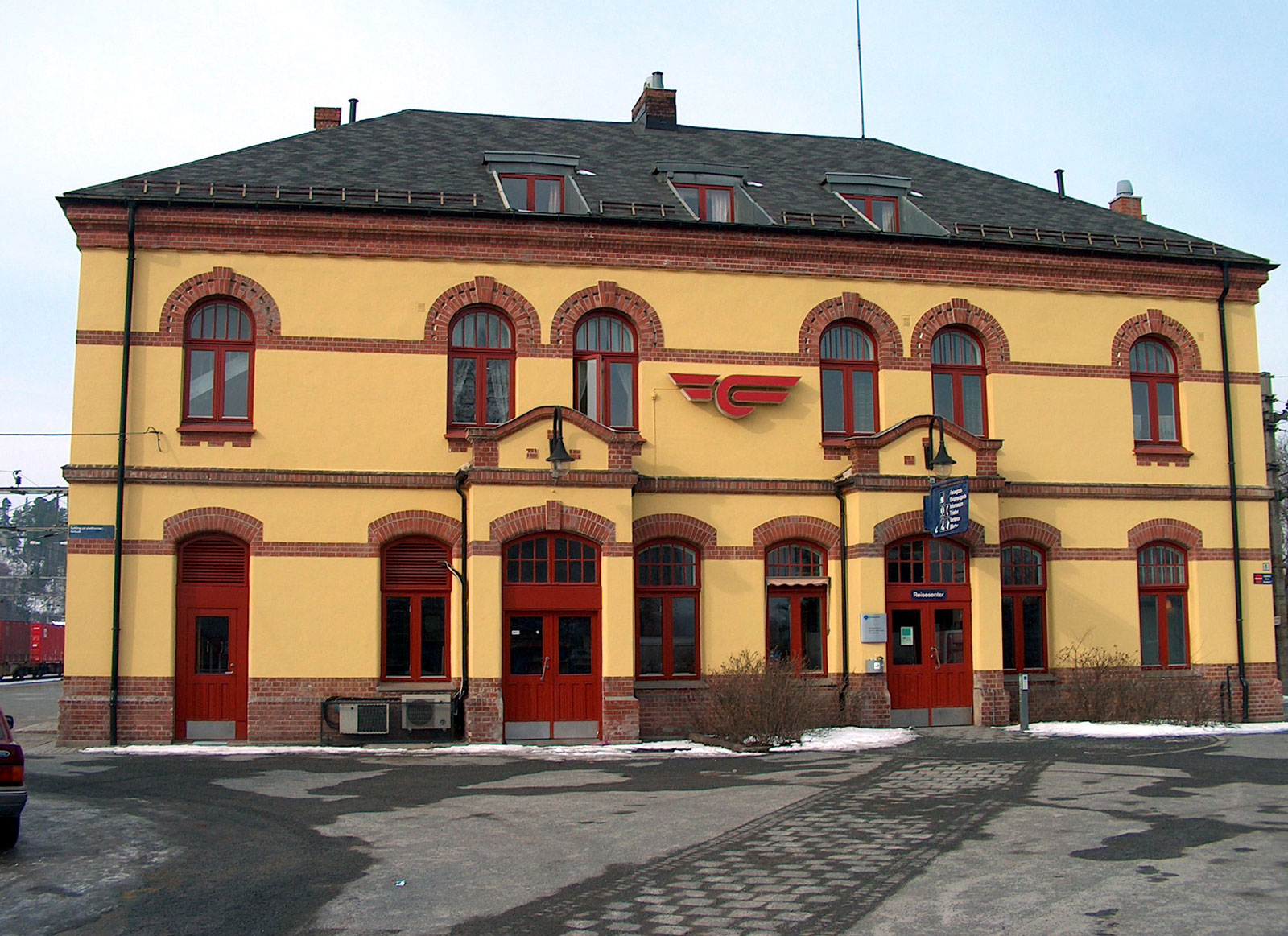
Приміщення вокзалу Хьонефос
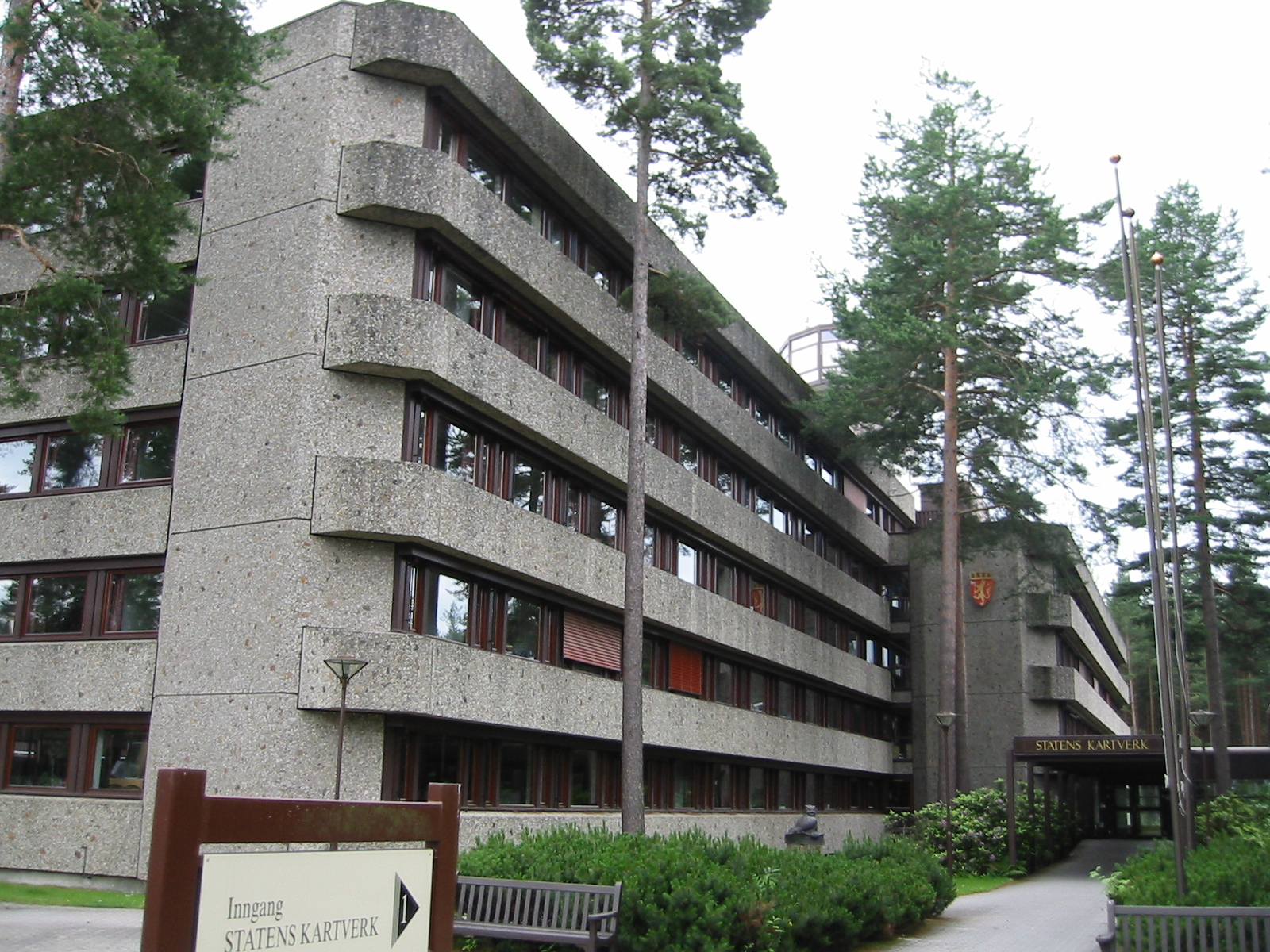
Kartverket
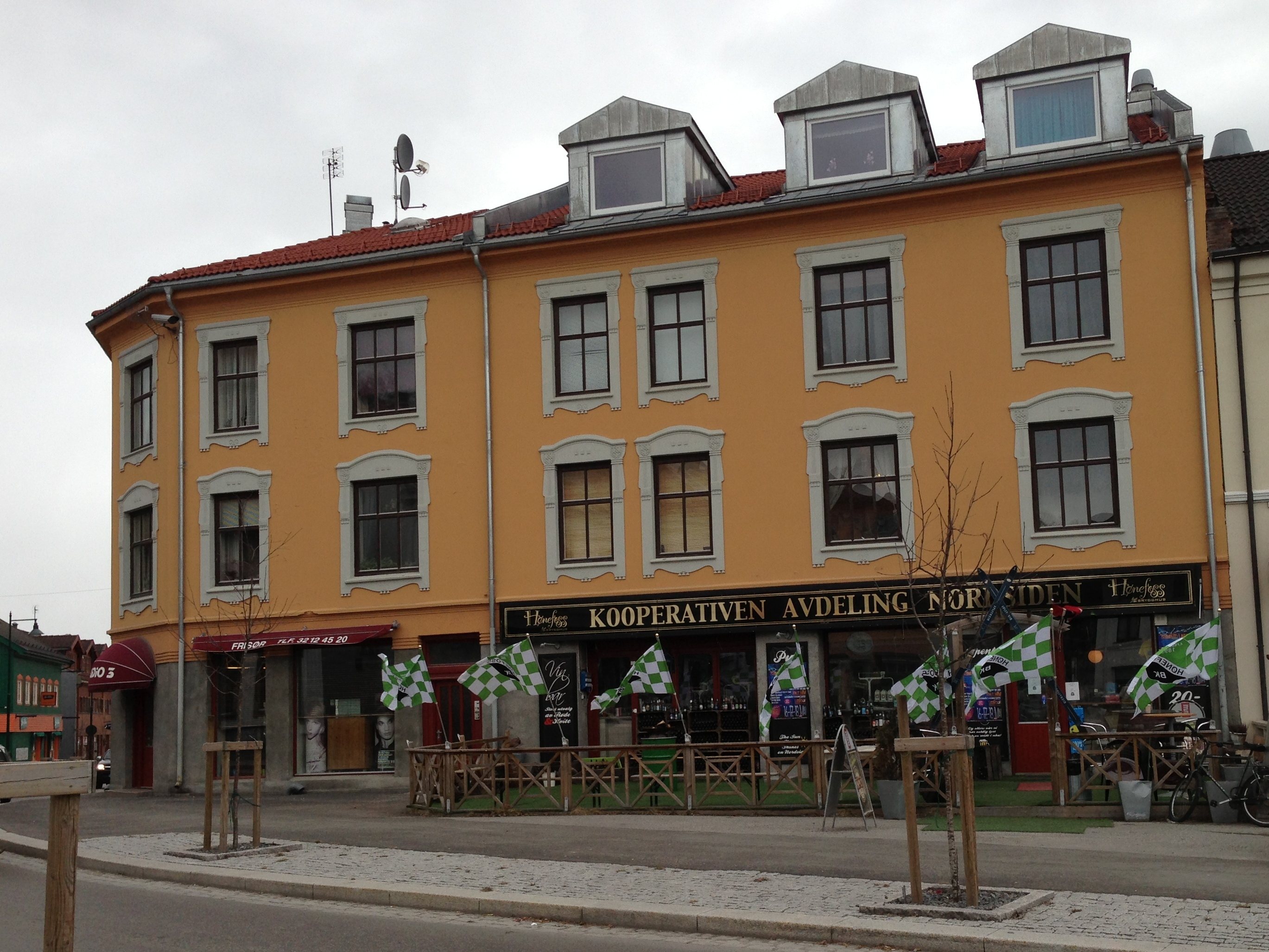
Хьонефоський Кооператив
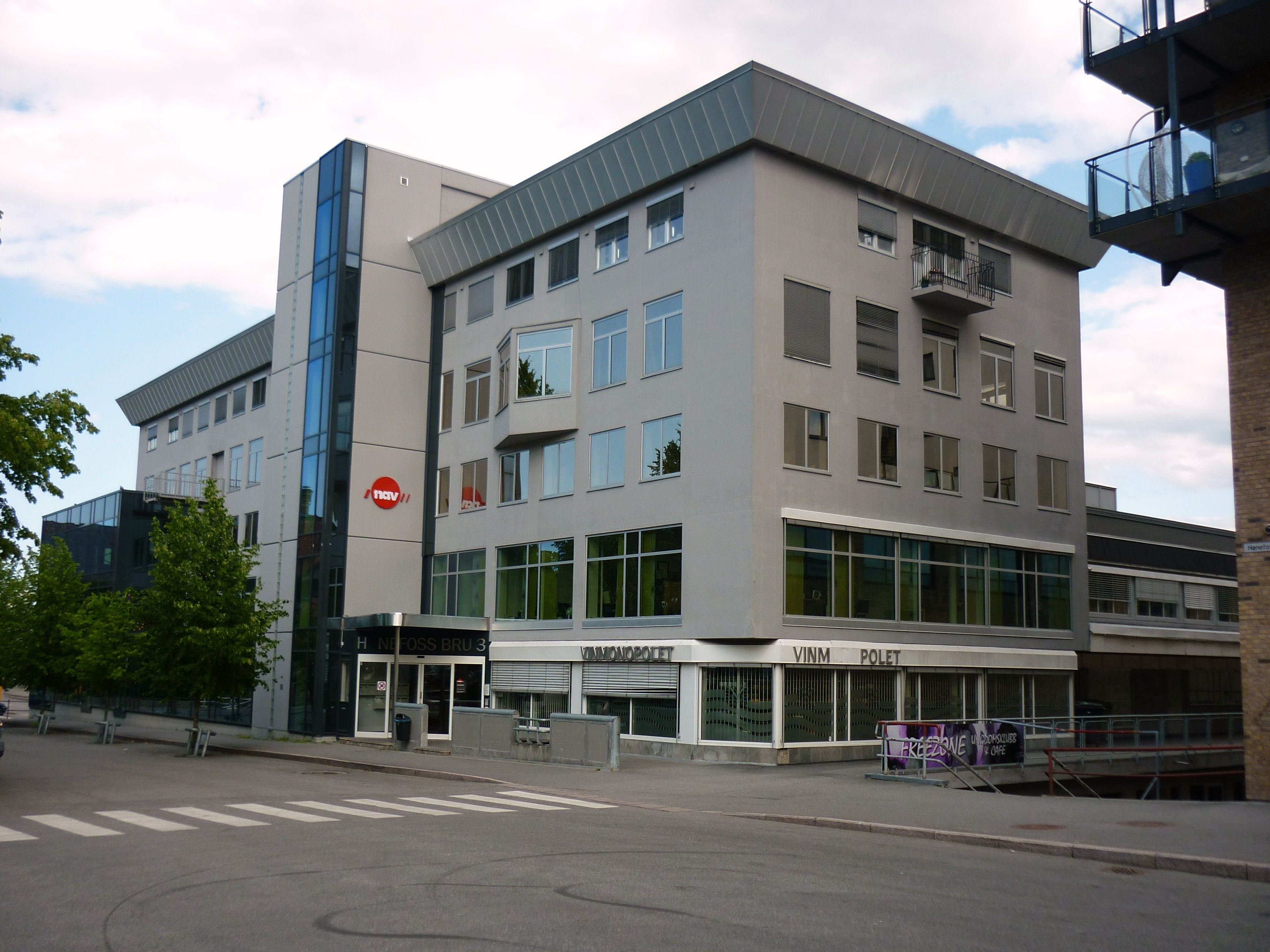
Samfunnshuset
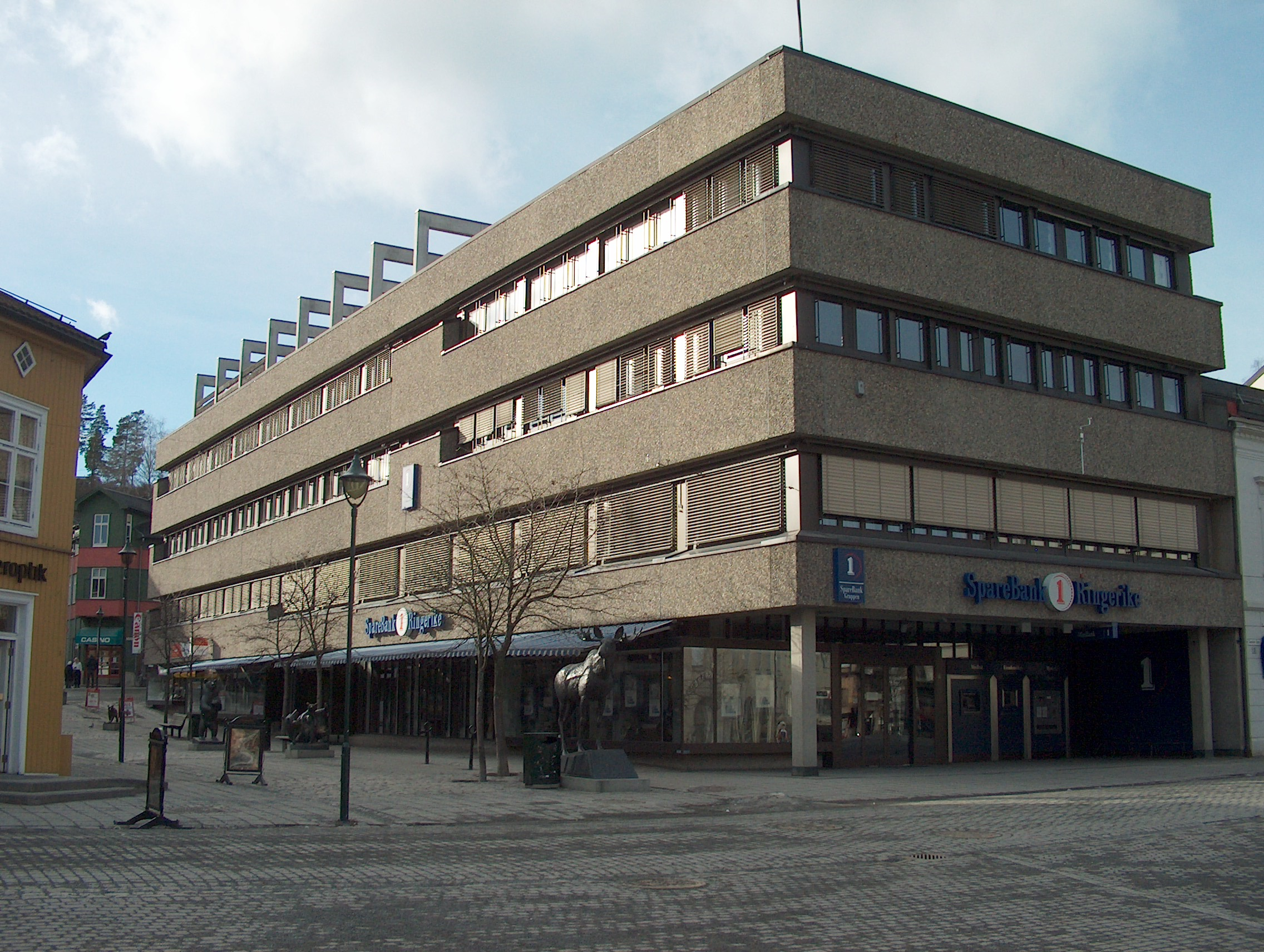
СпарБанк 1
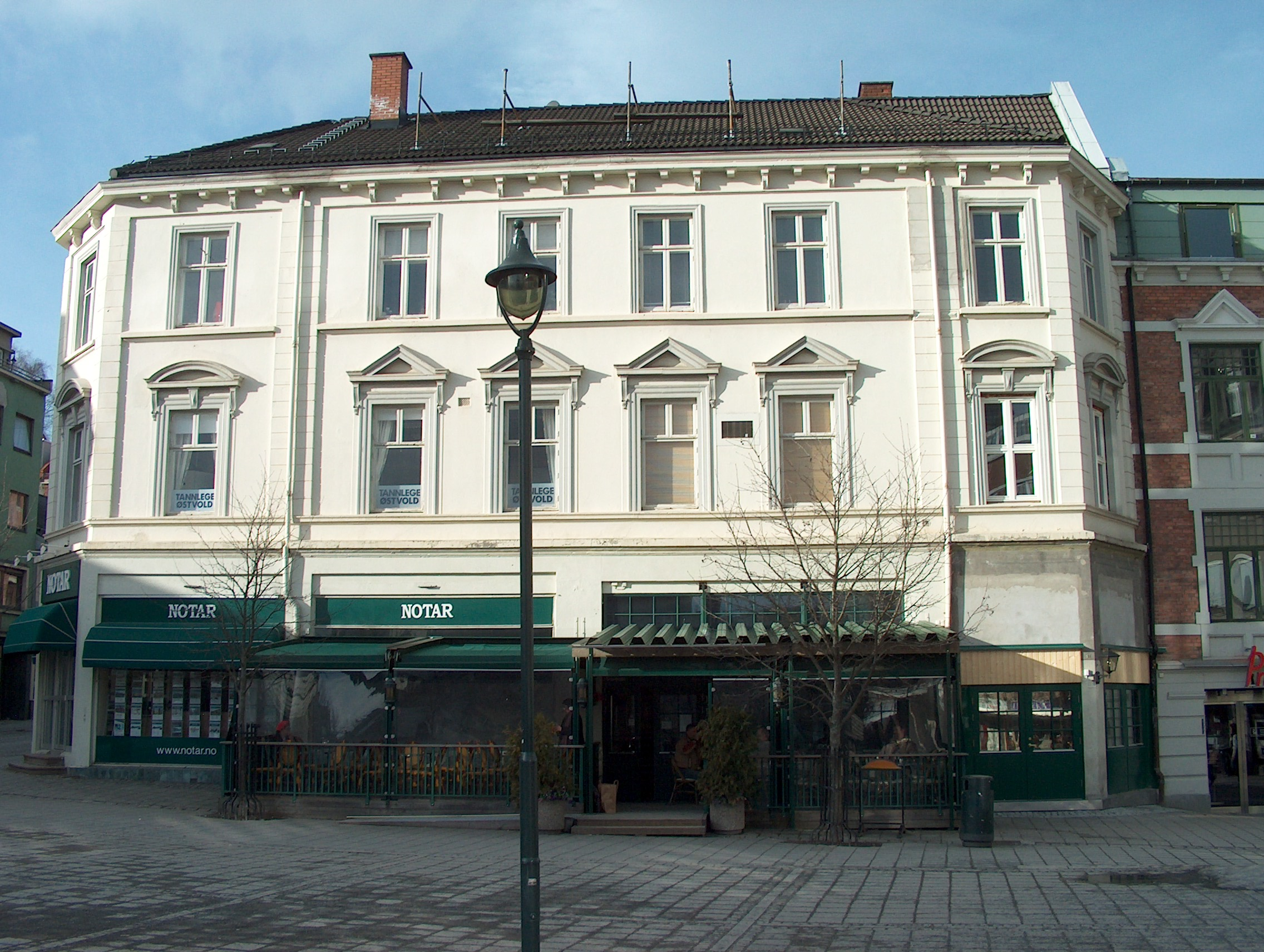
Skøiengården
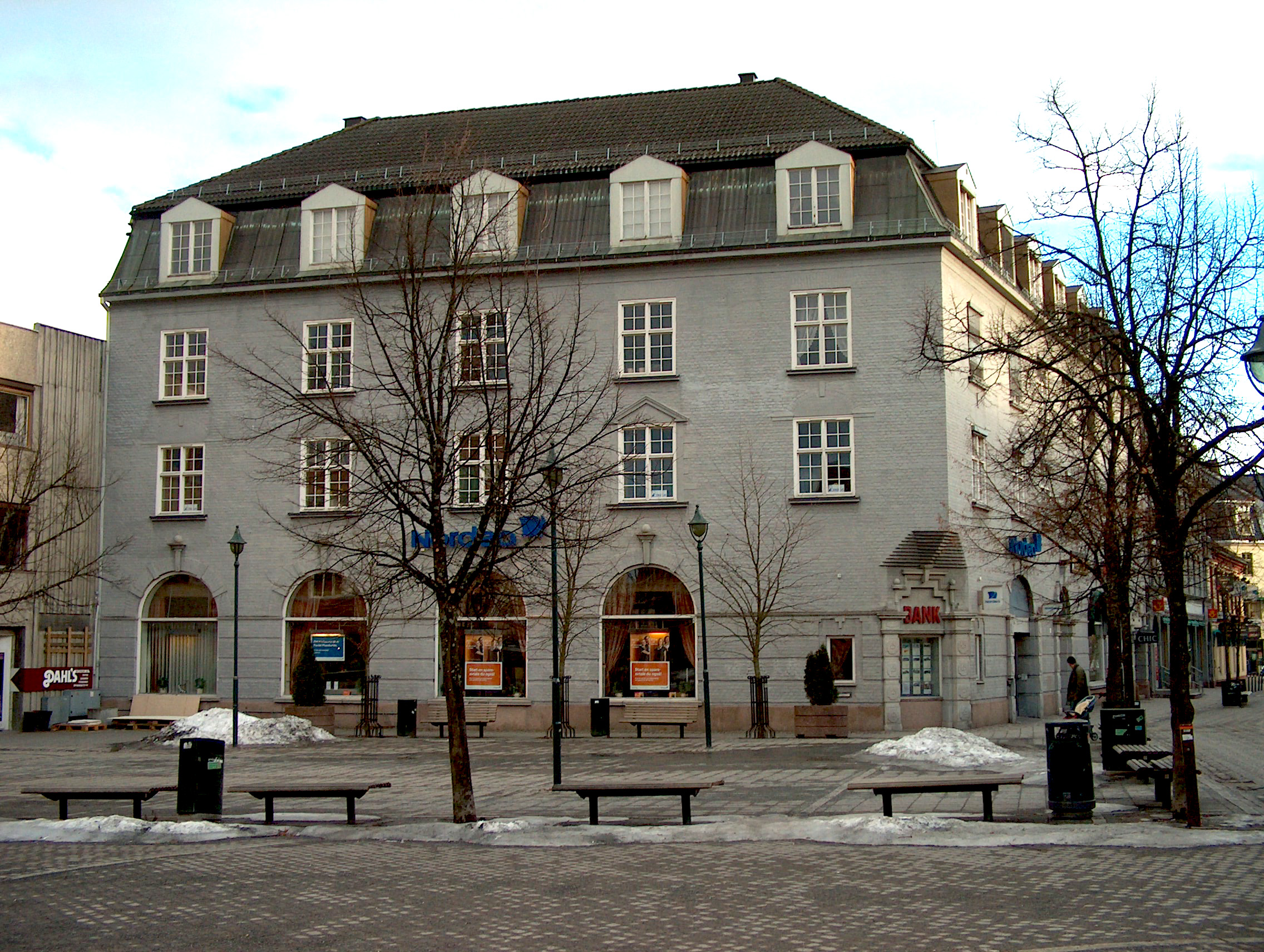
Storgaten 2
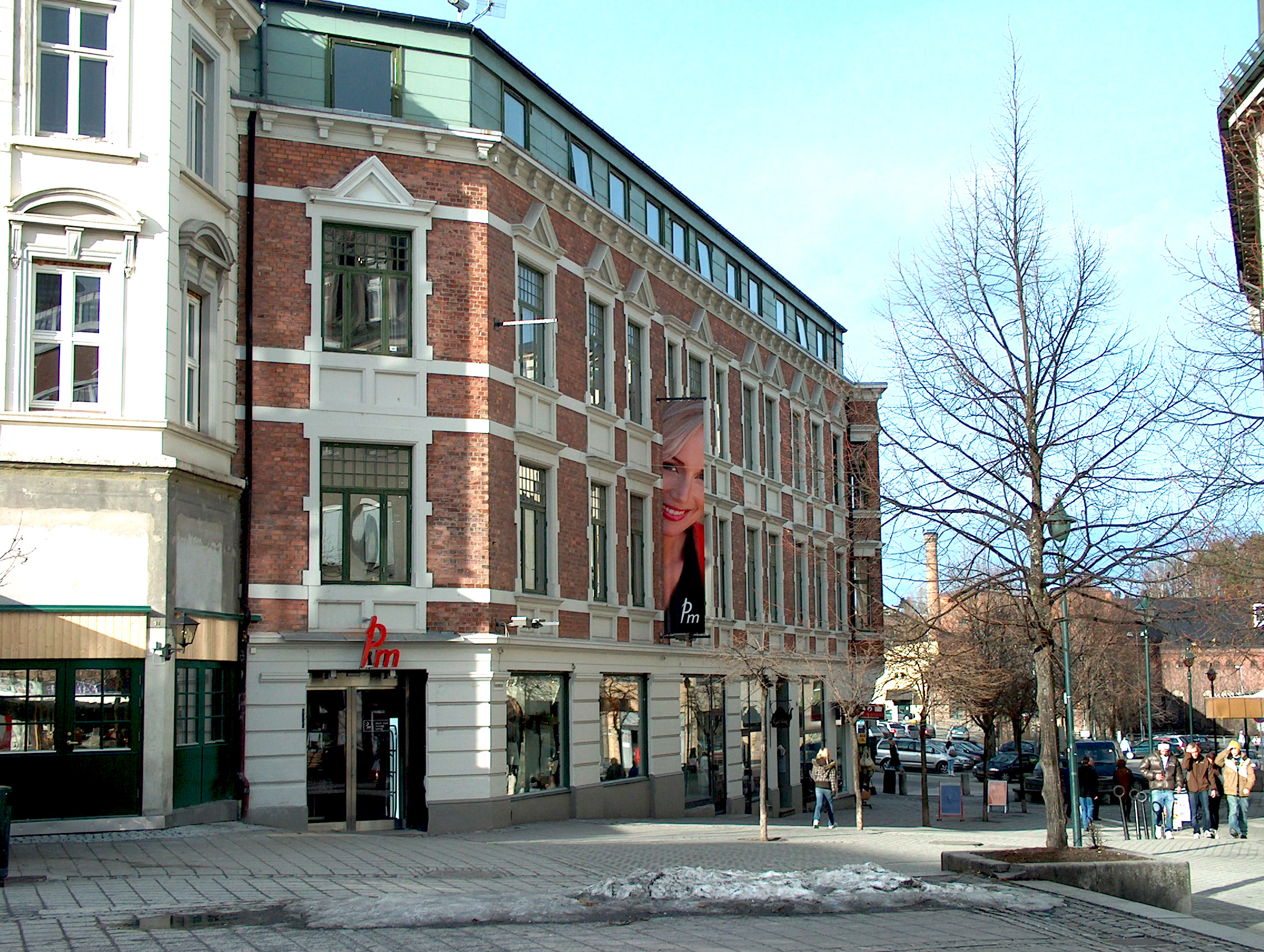
Thistedgaarden

## Економіка
Хьонефос є місцем для розташування декількох фабрик з Norske Skog Follum, що має штаб-квартиру в місті. З 1873 року Norske Skog Follum був одним із найбільших виробників газетного паперу в Європі. Паперовий комбінат був закритий у 2012 році.
Ringerikes Blad — це регіональна газета, яка охоплює Рінґерікека, [[Hole, Norway | Hole] і Jevnaker. Створена в 1845 році, газета публікується щодня в місті Хьонефос. З 2006 року газета щоденно набирає 12 684 тиражів. газета є однією з складових медіакомпанії Amedia.

## Відомі мешканці
- Карстен Альнеас — письменник, історик, і журналіст
- Фруде Андресен — Олімпійська золота медалістка з біатлону .
- Гунн Маргіт Анресан- Олімпійська золота медалістка з біатлону
- Емелі Марі Неренг — музикантка і модель
- Андерс Якобсен (стрибки з трампліна) — стрибун з трампліна, наймолодший норвежець який виграв Турне чотирьох трамплінів